# Aegomorphus consentaneus
Aegomorphus consentaneus es una especie de escarabajo longicornio del género Aegomorphus,  subfamilia Lamiinae. Fue descrita científicamente por Thomson en 1865.
Se distribuye por América del Sur, en Bolivia y Brasil. Mide 12-15 milímetros de longitud.